# Melchiorre Melchiori
Melchiorre Melchiori (Castelfranco, 1641 – 1686) è stato un pittore italiano della Repubblica di Venezia.

## Biografia
Nella città natale fu allievo di un mediocre pittore, poi si recò a Venezia dove poté confrontarsi con le opere dei grandi maestri. Dipinse numerosi ritratti oltre ad opere più complesse a fresco, sia per committenze civili che ecclesiali.
Resti di alcuni dei suoi affreschi si trovano ancora nel duomo di San Giovanni Battista a Gambarare.
Fu il padre del pittore ed erudito Nadal Melchiori.